# Нордін Амрабат
Нордін Амрабат (араб. نورالدين أمرابط‎‎; нід. Nordin Amrabat, нар. 31 березня 1987, Нарден) — нідерландський та марокканський футболіст, півзахисник клубу АЕК (Афіни) та національної збірної Марокко.

## Клубна кар'єра
Народився 31 березня 1987 року в нідерландському місті Нарден в родині вихідців з Марокко. Випускник футбольної школи клубу «Хейзен».
Дорослу футбольну кар'єру розпочав 2006 року в «Омніворлді», в якому провів один сезон, взявши участь у 36 матчах чемпіонату.

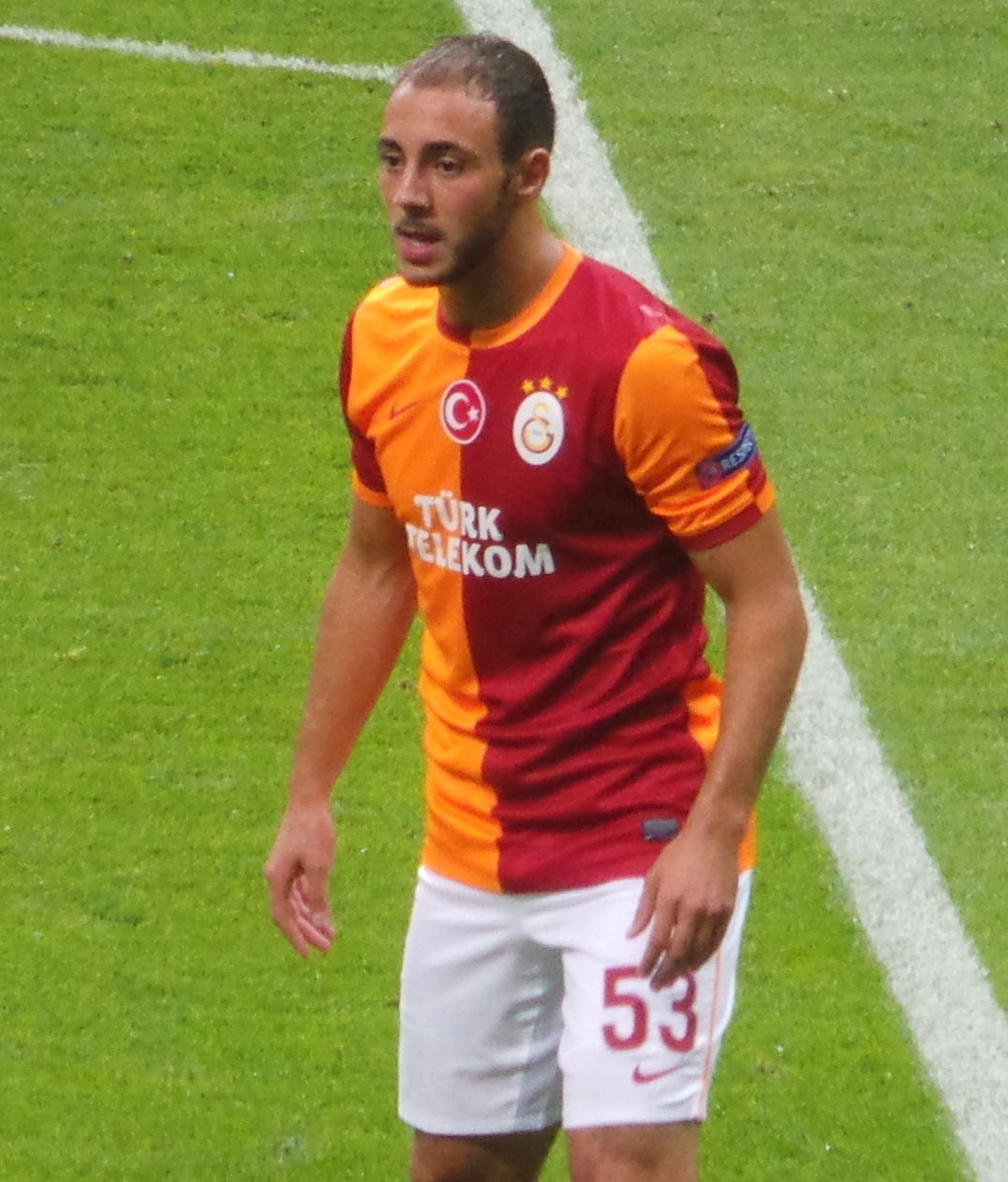
Нордін Амрабат під час виступів за «Галатасарай». 2013 рік.

Протягом сезону 2007–08 років захищав кольори «ВВВ-Венло», проте за його підсумками клуб вилетів з Ередивізі і Амрабат влітку 2008 року перейшов до ПСВ. Відіграв за команду з Ейндговена наступні два з половиною сезони своєї ігрової кар'єри.
В січні 2011 року підписав контракт з турецьким «Кайсеріспором», де провів ще півтора сезони. Після цього 12 липня 2012 року за 8,6 млн євро Нордін перейшов у «Галатасарай». У першому ж сезоні гравець зіграв 30 матчів в національному чемпіонаті і допоміг команді виграти чемпіонат Туреччини.
У січні 2014 року Амрабат приєднався до Малаги на правах шестимісячної оренди, яка у серпні була продовжена ще на один сезон. В підсумку 30 квітня 2015 року Нордін був викуплений іспанським клубом за 3,5 млн євро. Втім після цього футболіст втратив місце в основі команди, через що вже 18 січня 2016 року приєднався до клубу англійської Прем'єр-ліги «Вотфорда» за 6,1 мільйона фунтів стерлінгів. У цій команді Амрабат провів півтора року, а сезон 2017/18 знову провів у Іспанії, виступаючи за «Леганес».

## Виступи за збірні
Протягом 2007–2009 років залучався до складу молодіжної збірної Нідерландів. На молодіжному рівні зіграв у 7 офіційних матчах.
2011 року Амрабат вирішив грати за збірну Марокко і 11 листопада дебютував в офіційних матчах у складі національної збірної Марокко в зустрічі проти Уганди (0:1) у грі Кубка LG. Через два дні у другому матчі турніру Амрабат забив свій перший гол за збірну у грі проти Камеруну (1:1), втім саме камерунці завдяки цій нічиїй здобули трофей.
2012 року захищав кольори олімпійської збірної Марокко на Олімпійських іграх 2012 року у Лондоні, зігравши у всіх трьох іграх, втім його команда не вийшла з групи.
У складі національної збірної був учасником Кубка африканських націй 2012 року у Габоні та Екваторіальній Гвінеї і Кубка африканських націй 2013 року у ПАР.
У травні 2018 року потрапив у заявку збірної на чемпіонат світу 2018 року у Росії.
Наразі провів у формі головної команди країни 64 матчі, забивши 7 голів.
| Дата       | Місто           | Господарі | Результат | Гості | Турнір             | Голи | Примітки |
| ---------- | --------------- | --------- | --------- | ----- | ------------------ | ---- | -------- |
| 15-06-2018 | Санкт-Петербург | Марокко   | 0 – 1     | Іран  | ЧС 2018 - 1-й етап | -    | 76'      |
| Усього     |                 | Матчів    | 1         |       | Голів              | 0    |          |

## Титули і досягнення
- Володар Суперкубка Нідерландів (1):

ПСВ: 2008
- Чемпіон Туреччини (1):

«Галатасарай»: 2012-13
- Володар Суперкубка Туреччини (2):

«Галатасарай»: 2012, 2013
- Чемпіон Саудівської Аравії (1):

«Ан-Наср»: 2018-19
- Володар Суперкубка Саудівської Аравії (2):

«Ан-Наср»: 2019, 2020
- Чемпіон Греції (1):

АЕК: 2022-23
- Володар кубка Греції (1):

АЕК: 2022-23